# Выня
Выня́ (бел. Выня́) — река в Беларуси, протекает по территории Несвижского и Копыльского районов Минской области, левый приток реки Лоша. Длина реки — 56 км, площадь водосборного бассейна — 366 км². Среднегодовой расход воды в устье 1,8 м³/с. Средний наклон водной поверхности 0,6 м/км.
Основные притоки — Жаулка, Гривчик (правые).
Исток реки находится на Копыльской гряде в Несвижском районе к югу от деревни Дубейки и в 10 км к юго-востоку от центра Несвижа. Исток находится на водоразделе Чёрного и Балтийского морей, рядом берёт начало река Цепра, бассейн Днепра. Река течёт на северо-восток, в верхнем течении по территории Несвижского района, в среднем и нижнем по территории Копыльского района.
Долина преимущественно невыразительная. Пойма двухсторонняя, шириной 300—400 м, в верхнем течении пойма представляет собой мелиорированные болота, ниже — ровная, сухая. Русло на всем протяжении канализовано; его ширина в межень 7-10 м, на отдельных участках в среднем течении 30 — 35 м. Около деревень Харитоновка и Летковщины запруды (площадь соответственно 0,06 км² и 0,03 км²). Река принимает сток из мелиоративных каналов.
Выня протекает несколько деревень и сёл: Дубейки, Солтановщина (Несвижский район); Выня, Ржавка, Дороговица, Думичи, Летковщина, Слобода-Кучинка, Астрейки, Харитоновка (Копыльский район).
Впадает в Лошу у деревни Мрочки на границе с Узденским районом.